# Alexander Monro I.

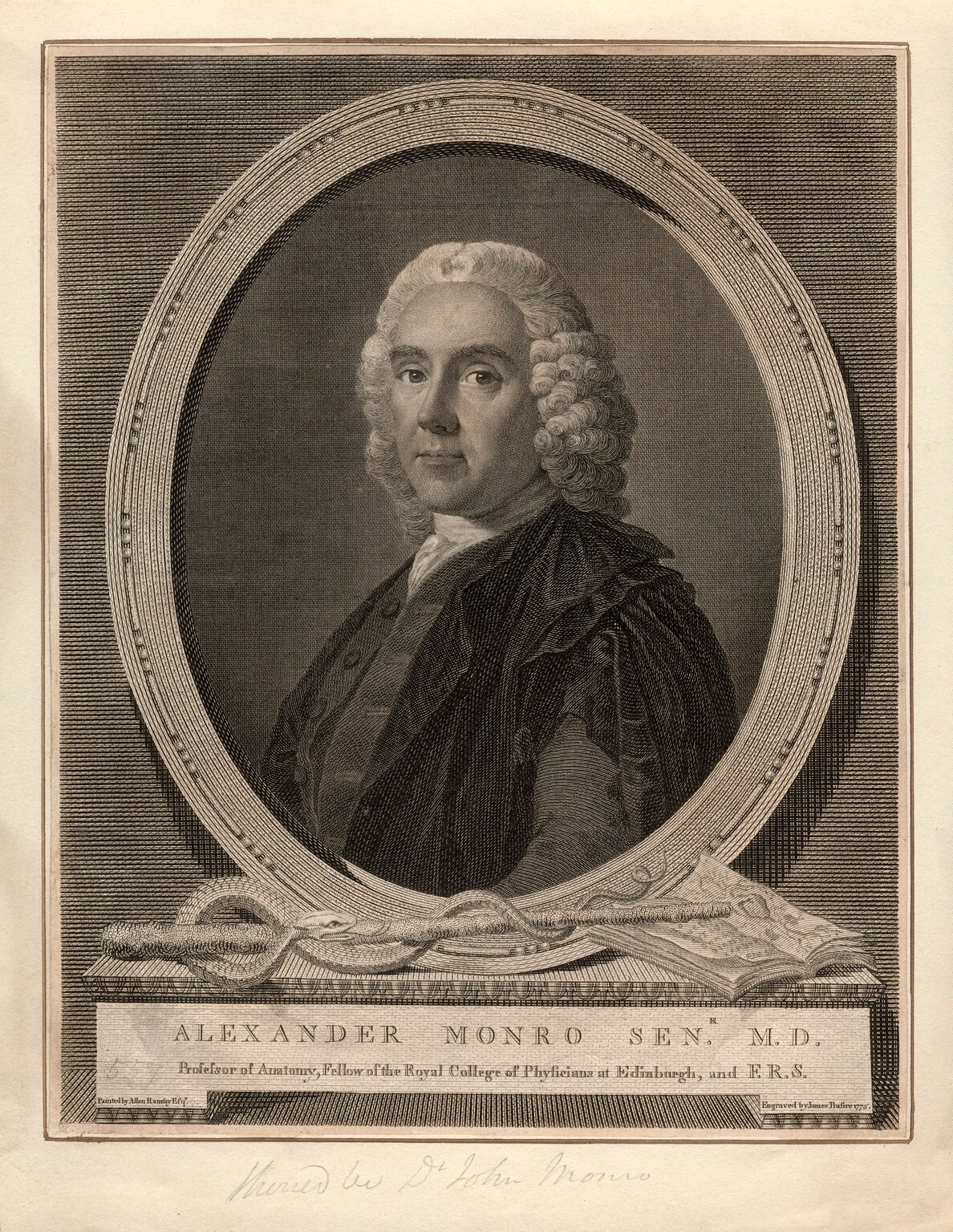
Alexander Monro primus

Alexander Monro I. (* 19. September 1697 in London; † 10. Juli 1767 in Edinburgh) war ein schottischer Anatom und Chirurg sowie Begründer der Edinburgh Medical School.

## Leben
Monro war der Sohn des Militärchirurgen John Monro, welcher später in Edinburg praktizierte, studierte in London bei William Cheselden, Paris und 1718 bei Herman Boerhaave in Leiden. 1719 wurde er Prosektor für Anatomie bei der Surgeons’ Company at Edinburgh und 1721 Professor der Anatomie, wo er allerdings 1725 erst in die Universität aufgenommen wurde.
Monro bewirkte in Edinburgh die Gründung eines akademischen Krankenhause und machte die 1720 gestiftete medizinische Schule bekannt. Er wurde 1723 zum Fellow der Royal Society gewählt. Er war bekannt für seine Anatomie der Knochen und Nerven. 1759 überließ er seinen Lehrstuhl seinem Sohn Alexander und hielt gelegentlich klinische Vorträge. Er hatte 1744 die ersten Vorlesungen über vergleichende Anatomie gehalten und zahlreiche Abhandlungen in den Medic. Essays an Observations by a Society at Edinb. und den Essays, Physical and Literary verfasst. Nach seinem Tod brachten seine Söhne The works of ... published by his son Alexander Monro. To which is prefixed, the life of the author (Edinburg 1781) heraus.
Als einer der ersten versuchte er die  Heilung der Hydrocele durch Weininjektionen. Er war ein Gegner der Operation bei Brustkrebs.

## Schriften
- The Anatomy of the Humane Bones. Edinburgh, Thomas Ruddiman, 1726
- Osteology, or a treatise on the anatomy of bones. To which are added a treatise of the nerves, .... Edinburg 1732, 6. Aufl. 1758, 1763, franz. übersetzt: bloss der Osteologie. Paris 1759, deutsch: Leipzig 1761
- Essay on comparative anatomy. London 1744, 1783, franz. übersetzt: 1766, deutsch: Göttingen 1790
- A account of the inoculation of small-prox in Scotland. Edinburg 1765, franz. u. deutsch: 1766